# Perfume Genius
Perfume Genius is de artiestennaam van soloartiest Mike Hadreas uit Seattle. Met zijn muziek verkent Hadreas verschillende onderwerpen, zoals zijn homoseksualiteit, zijn persoonlijke worsteling met de ziekte van Crohn, mishandeling en de gevaren die homo's ondervinden in de huidige samenleving.

## Jeugd
Hadreas is van Griekse afkomst en werd geboren in de buitenwijken van Seattle. Hadreas nam al pianolessen als kind. Zijn moeder werkte in het speciaal onderwijs en zijn ouders gingen uit elkaar toen hij een tiener was.
Tijdens zijn tienerjaren was Hadreas de enige openlijk homoseksuele student op zijn middelbare school. Hij werd met de dood bedreigd om zijn homoseksualiteit, terwijl de school niets deed om dit tegen te houden. Tijdens zijn examenjaar is hij gestopt met naar school te gaan. Twee jaar later werd hij aangevallen door een aantal mannen in zijn buurt. Hadreas verhuisde naar Williamsburg (Brooklyn) en werkte daar als portier voor een club in de East Village. Tijdens deze periode begon hij ook drugs te gebruiken.
In 2005 ging Hadreas terug naar Seattle om af te kicken van de drugs, terwijl hij inwoonde bij zijn moeder en stiefvader. In 2008 vond hij een appartement in Seattle samen met zijn broer, daar begon hij zijn muziek op te nemen. Dat jaar startte hij ook zijn MySpace pagina onder de naam "Perfume Genius".

## Muzikale carrière
Zijn debuutalbum, Learning, kwam uit op 21 juni 2010 via Turnstile Records in Europa en Matador Records in de Verenigde Staten. Veel van deze eerste tracks zijn opgenomen bij Hadreas thuis. Zijn eerste live optreden was in de 'Vera Project Club' in Seattle.
Het tweede album van Perfume Genius, Put Your Back N 2 It, kwam uit op 20 februari 2012.
Een kort promotiefilmpje voor het album waarin Hadreas wordt gedragen door de pornografische acteur Arpad Miklos, werd geblokkeerd door YouTube omdat deze "seksuele thema's bevatte". De volle versie is wel te zien op YouTube als de videoclip van het lied "Hood".
Op 23 september 2014 kwam het derde album Too Bright uit, dat werd co-geproduceerd door Adrian Utley van de band Portishead.
In 2015, tourde Perfume Genius samen met de Noorse muzikante Jenny Hval.. In 2017 cureert Perfume Genius een eigen programma als onderdeel van het Le Guess Who? festival in Utrecht.

## Trivia
- Het lied "Normal Song" werd gespeeld in de populaire advocatenserie Suits in 2012.
- Het lied "Sister Song" werd gespeeld in aflevering 3, 13 en de slotaflevering van de serie Hemlock Grove in 2013.
- Het lied "Queen" werd gespeeld in aflevering 4 van de serie Mr. Robot in juli 2015.
- Het lied "Learning" werd gespeeld in aflevering 10 van de serie Transparent in december 2015.

## Discografie

### Albums
| Album                            | Datum van verschijnen |
| -------------------------------- | --------------------- |
| Learning                         | 22 juni 2010          |
| Put Your Back N 2 It             | 21 februari 2012      |
| Too Bright                       | 23 september 2014     |
| No Shape                         | 5 mei 2017            |
| Set My Heart on Fire Immediately | 15 mei 2020           |